# Кроу, Кэмерон
Кэмерон Кроу (англ. Cameron Crowe; род. 13 июля 1957[…], Палм-Спрингс, Калифорния) — американский кинорежиссёр и сценарист, лауреат премии «Оскар» в 2001 году за сценарий фильма «Почти знаменит».

## Биография
Кэмерон Брюс Кроу родился в Палм-Спрингсe в 1957 году. Он воспитывался в строгой католической семье и родители во многом отказывали подростку — к примеру, в доме был запрещен рок — и это для паренька 60-х годов было попросту невыносимо. Пока его сверстники слушали «Битлз» и Элвиса Пресли, Кэмерон работал над учебниками и писал статьи для школьной стенгазеты. Это, правда, позволило ему сдать экзамены экстерном, перескочив сразу через два класса, однако мальчик не всегда чувствовал себя счастливым, не имея доступа к тому, что его увлекало. А в то время Кроу действительно тянуло к музыке — и ему ничего не оставалось, как начать писать музыкальные обзоры.
В 15 лет Кэмерон уже является вполне состоявшимся музыкальным обозревателем, устраивается на работу в журнал Rolling Stone. За несколько лет добивается немалого успеха в этой сфере, заработав авторитет статьями о своих кумирах — Дэвиде Боуи, Бобе Дилане, Ниле Янге, Эрике Клэптоне, группах Deep Purple и Led Zeppelin. Со многими он познакомился лично.

## Карьера в кино
Приблизительно в то же время Кроу увлекается кинематографом и предпринимает попытку написания первого сценария. Фильм режиссёра Эми Хекерлинг под названием «Весёлые времена в школе Риджмонт» (Fast Times at Ridgemont High) вышел на экраны в 1982 году — это был первый фильм по сценарию Кроу. Молодёжный фильм оказался одним из лучших фильмов года, а кроме того дал старт в карьере таким известным впоследствии актёрам, как Николас Кейдж, Шон Пенн, Энтони Эдвардс, Джадж Рейнхолд.
В режиссёрском кресле Кроу дебютирует в 1989 году, сняв романтическую картину «Скажи что-нибудь» с участием Джона Кьюсака. Настоящая общемировая слава приходит к Кэмерону через 7 лет благодаря картине «Джерри Магуайер». Кроу впервые был номинирован на «Оскар», остался без награды, но взял своё на церемонии 2001 года, где получил статуэтку за сценарий во многом автобиографической киноленты «Почти знаменит» (Almost Famous). В тот год он снимает Тома Круза в главной роли в драме «Ванильное небо» — ремейке аменабаровской картины «Открой глаза». Фильм Кроу был крайне неоднозначно воспринят критиками, но собрал в мировом прокате более 200 миллионов долларов и стал культовым в среде киноманов.
Кроу — ярый фанат «битлов». По его признанию, из пары Леннон-Маккартни он отдаёт предпочтение Джону. Зато сэр Пол исполнил заглавную песню в «Ванильном небе» и даже был за неё номинирован на «Оскар».
Лишь через четыре года появился на свет следующий фильм Кэмерона Кроу — «Элизабеттаун» с превосходным актёрским составом: Орландо Блум, Кирстен Данст, Сьюзан Сарандон, Брюс Макгилл, Джессика Бил, Алек Болдуин, Джуди Грир и Пол Шнайдер. Один из центральных моментов фильма — путешествие главного героя по южным штатам США под любимую Кэмероном Кроу музыку: Элтон Джон, Hollies, Том Петти.
В ноябре 2011-го на экраны Америки вышла картина «Мы купили зоопарк» с Мэттом Дэймоном и Скарлетт Йоханссон в главных ролях. Картина была благосклонно воспринята критиками и рядовыми зрителями.

## Личная жизнь
С 1986 года был женат на Нэнси Уилсон, с декабря 2010 года пара в разводе. У Кроу и Уилсон двое детей — близнецы Уильям и Кертис.

## Фильмография
| Год  | Фильм                            | Режиссёр | Сценарист | Продюсер |
| ---- | -------------------------------- | -------- | --------- | -------- |
| 1982 | Весёлые времена в школе Риджмонт | Нет      | Да        | Нет      |
| 1984 | Без тормозов                     | Нет      | Да        | Да       |
| 1989 | Скажи что-нибудь                 | Да       | Да        | Нет      |
| 1992 | Одиночки                         | Да       | Да        | Да       |
| 1996 | Джерри Магуайер                  | Да       | Да        | Да       |
| 2000 | Почти знаменит                   | Да       | Да        | Да       |
| 2001 | Ванильное небо                   | Да       | Да        | Да       |
| 2005 | Элизабеттаун                     | Да       | Да        | Да       |
| 2011 | The Union                        | Да       | Да        | Да       |
| 2011 | Pearl Jam: Нам двадцать          | Да       | Да        | Да       |
| 2011 | Мы купили зоопарк                | Да       | Да        | Да       |
| 2015 | Алоха                            | Да       | Да        | Да       |
| 2016 | Гастролёры                       | Да       | Да        | Да       |
| 2019 | David Crosby: Remember My Name   | Нет      | Нет       | Да       |

### Актёр
- 1972 — Другая сторона ветра / Other Side of the Wind, The — статист на сцене
- 1978 — Американский воск / American Hot Wax — парень из службы доставки
- 1984 — Без тормозов / The Wild Life — полицейский № 2
- 1992 — Одиночки / Singles — репортёр в клубе
- 2002 — Особое мнение / Minority Report  — пассажир автобуса

### Композитор
- 2000 — Почти знаменит / Almost Famous

## Награды и номинации
- 1997 — Приз Screen International Award Европейской Киноакадемии — номинация («Джерри Магуайер»)
- 1997 — Две номинации на «Оскар» — лучший сценарий и лучший фильм («Джерри Магуайер»)
- 2001 — BAFTA: награда за лучший оригинальный сценарий, номинация в категории «Лучший фильм» («Почти знаменит»)
- 2001 — Номинация на «Золотой глобус» — лучший сценарий («Почти знаменит»)
- 2001 — «Оскар» за лучший сценарий («Почти знаменит»)